# Leland Merrill
Leland Gilbert Merrill (* 4. Oktober 1920 in Danville, Illinois; † 28. Juli 2009 in Princeton, New Jersey) war ein US-amerikanischer Ringer. Er gewann bei den Olympischen Spielen 1948 in London eine Bronzemedaille im freien Stil im Weltergewicht.

## Werdegang
Leland Merrill begann seine Ringerkarriere an der McKinley School in Parkersburg. Anschließend besuchte er die Parkersburg High School, wo er von Floyd „Ben“ Schwartzwalder trainiert wurde und zum erfolgreichen High-School-Ringer avancierte. Von 1938 bis 1942 studierte er an der Michigan State University und rang sehr erfolgreich in der Ringermannschaft dieser Universität. Sein Trainer war dort Fendey Collins. Von 1943 bis 1946 leistete er seinen Militärdienst und war während des Zweiten Weltkrieges zeitweise auch in Europa eingesetzt.
Neben dem Ringen war er 1947/48 auch als Halbprofi in einem Baseballteam aktiv.
Als Mitglied des New York Athletic Club, wo er viel mit Henry Wittenberg und Frank Bissell trainierte, startete er 1947 erstmals bei der US-amerikanischen Meisterschaft (AAU-Championships) und belegte im Weltergewicht den dritten Platz. 1948 wurde er US-amerikanischer Meister (AAU-Champion) im Weltergewicht. Er besiegte dabei auch den vielfachen NCAA-Champion (US-amerikanischer Studentenmeister) M.A. Northrup. Damit erwarb er die Berechtigung, bei der US-amerikanischen Olympiaqualifikation (Trials) zu starten. Dabei gelang es ihm als Sieger hervorzugehen, wobei er unter anderem so starke Ringer wie William Smith, der 1952 in Helsinki Olympiasieger werden sollte, und Bill Nelson zu besiegen. Gegen Bill Nelson musste er dabei dreimal antreten und gewann dieses Duell mit 2:1 Siegen.
Bei den Olympischen Spielen 1948 in London besiegte Leland Merrill im freien Stil im Weltergewicht Harry Peace, Kanada, Frans Westergren, Schweden, Hwang Byun-kwan, Südkorea und Dick Garrard, Australien (2:1). Seinen letzten Kampf gegen den erfahrenen Türken Yaşar Doğu verlor er nach Punkten. Er kam damit auf den dritten Platz und gewann die Bronzemedaille.
Danach beendete er seine Ringerlaufbahn und widmete sich verstärkt seiner wissenschaftlichen Karriere, in der er im Fachgebiet Entomologie 1948 das „Masters“-Degree und 1949 den Doktortitel erwarb. Danach war er als Professor oder Instituts-Leiter an verschiedenen Universitäten (Rutgers University, Michigan State University) wissenschaftlich tätig. Zuletzt lebte er mit seiner Familie in Princeton, New Jersey, wo er 2009 verstarb.